# Biedermann und die Brandstifter

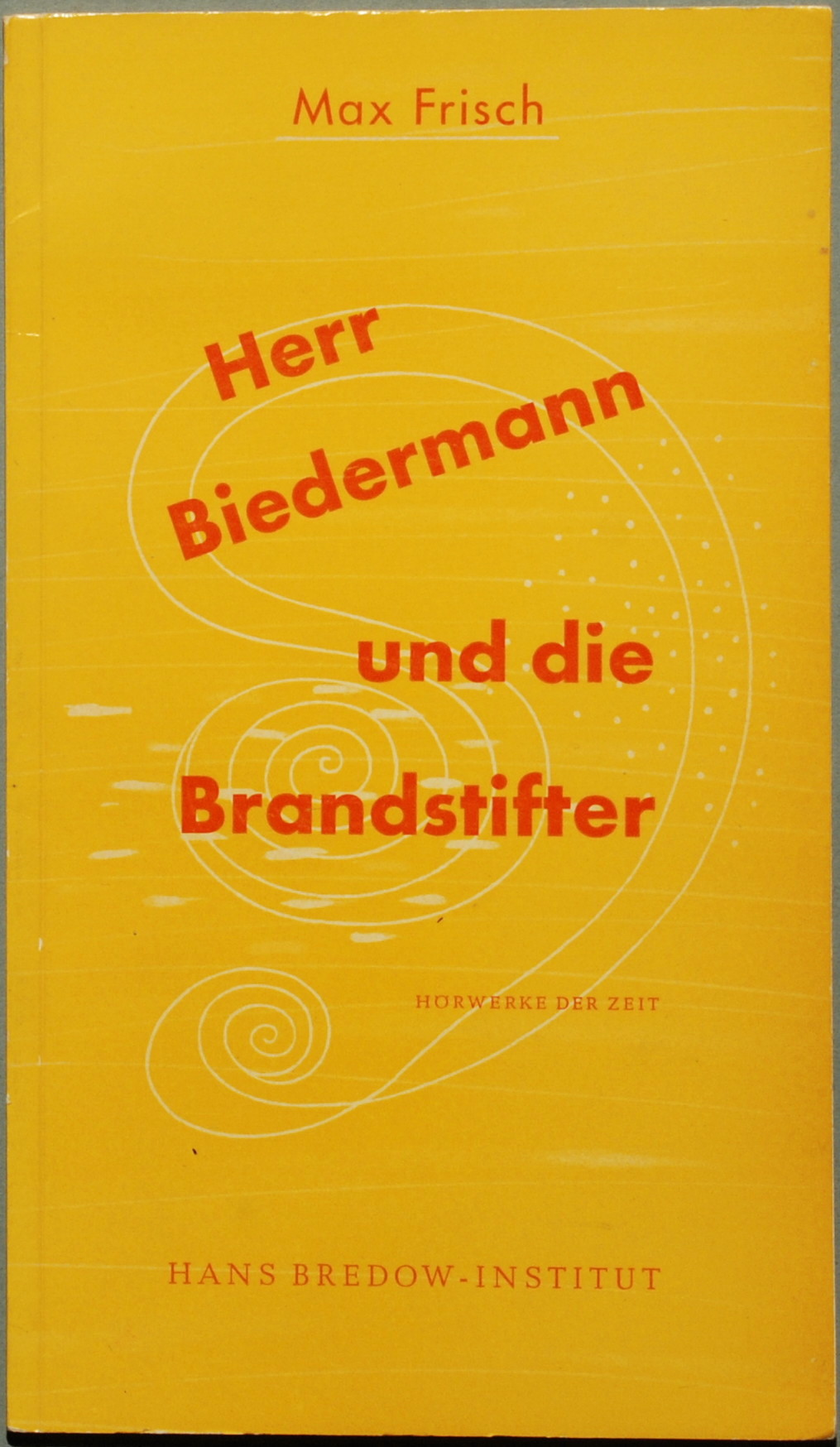
Erstdruck der Hörspielfassung 1953

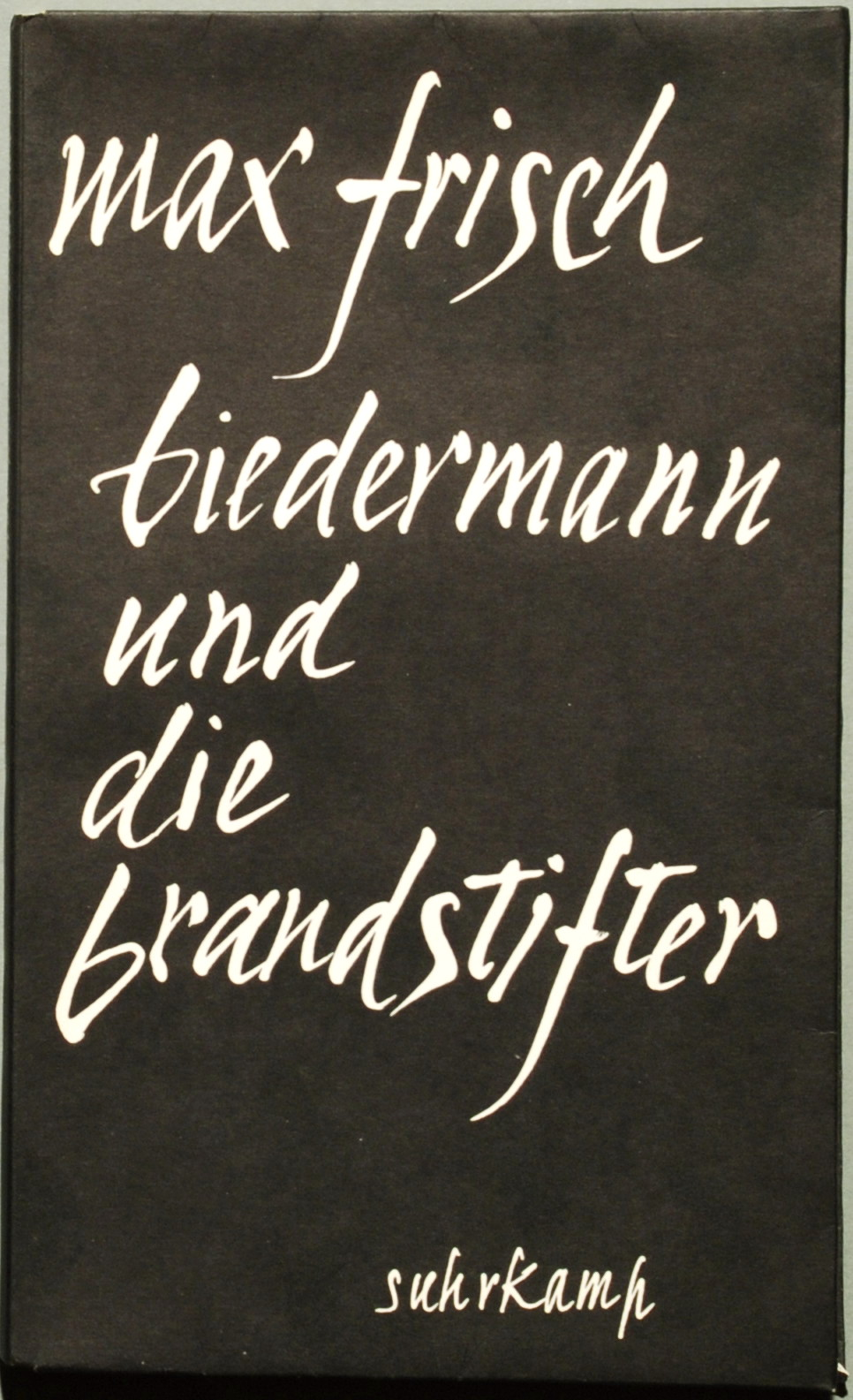
Erstausgabe der Bühnenfassung 1958

Biedermann und die Brandstifter ist ein Drama des Schweizer Schriftstellers Max Frisch. Es handelt von einem Bürger namens Biedermann, der zwei Brandstifter in sein Haus aufnimmt, obwohl sie von Anfang an erkennen lassen, dass sie es anzünden werden. Der Untertitel lautet Ein Lehrstück ohne Lehre.
Den Biedermann-Stoff griff Frisch in seinem Werk mehrfach auf. Eine erste Prosaskizze entstand 1948 unter dem Eindruck der Machtübernahme der Kommunisten in der Tschechoslowakei. Sie trug den Titel Burleske und wurde im Tagebuch 1946–1949 veröffentlicht. Später verarbeitete Frisch den Stoff als Hörspiel Herr Biedermann und die Brandstifter, das 1953 vom Bayerischen Rundfunk ausgestrahlt wurde, sowie als Theaterstück Biedermann und die Brandstifter, welches am 29. März 1958 im Schauspielhaus Zürich uraufgeführt wurde. Unzufrieden mit der Aufnahme des Stücks schloss Frisch ein Nachspiel an, das erstmals bei der deutschen Erstaufführung an den Städtischen Bühnen Frankfurt am 28. September 1958 aufgeführt wurde.
Biedermann und die Brandstifter ist neben Andorra das bekannteste Drama Max Frischs. Es wurde seit seiner Uraufführung an zahlreichen Bühnen inszeniert und gehört zum häufig behandelten Schulstoff im Deutschunterricht. Die Buchausgabe erreichte bereits 1982 eine Millionenauflage.

## Inhalt

### Biedermann und die Brandstifter
Szene 1: Gottlieb Biedermann, ein wohlhabender Haarwasserfabrikant, liest in der Zeitung von den neuesten Brandstiftungen und echauffiert sich über die Täter. Die Vorgehensweise der Brandstifter ist stets dieselbe: Getarnt als harmlose Hausierer nisten sie sich auf dem Dachboden des Hauses ein, das sie später niederbrennen. Da kündet das Dienstmädchen Anna Besuch an, einen Hausierer, der sich als Josef Schmitz vorstellt, ein ehemaliger Ringer und Obdachloser. Er klagt, dass er stets für einen Brandstifter gehalten werde, und appelliert an Biedermanns Menschlichkeit. Biedermann, der eben noch hartherzig seinen Angestellten Knechtling entlassen hat, gefällt sich in der Rolle des Menschenfreunds und lässt Schmitz auf dem Dachboden nächtigen.
Szene 2: Am nächsten Morgen wirft Biedermanns Frau Babette ihrem Mann vor, dass er zu gutmütig sei. Sie will Schmitz freundlich, aber bestimmt vor die Tür setzen. Doch Schmitz gelingt es, auch Babette für sich einzunehmen, indem er sich für seine fehlenden Manieren entschuldigt, die eine Folge seiner schweren Kindheit seien. Es klingelt. Ein angeblicher Vertreter der Feuerversicherung steht vor der Tür. Schmitz erkennt in ihm seinen Kumpanen Wilhelm Maria Eisenring, einen ehemaligen Kellner.
Szene 3: Nachdem Schmitz und Eisenring die ganze Nacht auf dem Dachboden gepoltert haben, unternimmt Biedermann einen neuen Anlauf, Schmitz aus dem Haus zu werfen. Dass er auf dem Dachboden nun unvermittelt zwei Gäste hat, macht ihn ebenso sprachlos wie die vielen Fässer voll Benzin, die sich plötzlich dort befinden. Ein Polizist überbringt Biedermann die Nachricht, Knechtling habe sich das Leben genommen. Als er sich nach dem Inhalt der Fässer erkundigt, flüchtet sich Biedermann in die Notlüge „Haarwasser“. Befragt vom Chor, spielt Biedermann den Arglosen. Er rieche kein Benzin, und man dürfe doch nicht von jedem Menschen nur das Schlechteste denken.
Szene 4: In Biedermann wächst mit der Ahnung auch die Angst. Er möchte sich seine beiden Gäste nicht zu Feinden machen und lädt sie zu einem Abendessen ein. Diese reden vor ihm immer offener von Zündkapseln und brennbarer Holzwolle. Sie messen mit seiner Hilfe sogar die Zündschnur aus. Die beste Tarnung, bekundet Eisenring, noch vor Scherz und Sentimentalität, sei die Wahrheit, weil sie niemand glaube. Als Biedermann den Dachboden verlassen hat, tritt Dr. phil. zu seinen beiden Kumpanen, ein Akademiker mit Brille, den Eisenring spöttisch Weltverbesserer nennt und nicht als Gleichgesinnten anerkennt, weil er keine Lust am Feuer habe, sondern stets ernst und ideologisch bleibe.
Szene 5: Die Gans wird zubereitet, das Abendessen soll so schmucklos wie möglich sein, um die Freundschaft zwischen Biedermann und seinen Gästen zu befördern. Biedermann weist Knechtlings Witwe ab, die ihn bei den Vorbereitungen stört: für Tote habe er keine Zeit. Ein Trauerkranz kommt an, der durch einen Fehler der Gärtnerei Biedermann anstatt Knechtling gewidmet ist. Als Biedermann den besten Wein aus dem Keller holt, gesteht er dem Publikum, er habe längst einen Verdacht gehabt, doch was hätte er tun sollen?
Szene 6: Beim Abendessen trinkt Biedermann mit Schmitz und Eisenring auf ihre Freundschaft und ist ausgelassener Stimmung. Schmitz gibt eine Kostprobe seiner Schauspielkunst und tritt mit einem übergeworfenen Tischtuch als Geist auf. Seine Rufe „Jedermann!“ wandeln sich in „Biedermann!“ Schließlich verkündet er, er sei Knechtlings Geist. Für einen Moment herrscht bei den Biedermanns Betroffenheit. Doch als Schmitz Fuchs, du hast die Gans gestohlen anstimmt, singt Biedermann wieder laut mit. Als ferne Sirenen zu hören sind, ist Biedermann erleichtert, dass es nicht bei ihm brennt, bis Eisenring ernst erklärt, sie würden immer die Feuerwehr erst vom Tatort fortlocken. Mit wachsender Verzweiflung hält Biedermann an der Überzeugung fest, seine beiden Gäste seien doch keine Brandstifter, sondern seine Freunde. Als Zeichen seines Vertrauens steckt er ihnen sogar heimlich die Streichhölzer zu, woraufhin Schmitz und Eisenring abgehen. Dr. phil. tritt auf und verliest eine Erklärung, in der er sich von den Verbrechen der Brandstifter distanziert, die nicht wie er die Welt verändern wollen. Dann geht Biedermanns Haus in Flammen auf, und es explodieren mehrere Gasometer.

### Nachspiel
Gottlieb Biedermann und seine Frau Babette wähnen sich im Himmel, da sie stets die Zehn Gebote befolgt hätten. Erst als nach und nach das Personal des Stücks hinzutritt, erkennen sie, dass sie sich in der Hölle befinden. Schmitz tritt als Beelzebub auf, Eisenring in der Figur des Teufels. Biedermann beteuert seine Unschuld am Brand, der die ganze Stadt vernichtet hat. Er habe nichts anderes getan als alle anderen Bürger auch. Darüber hinaus fordert er sogar Entschädigung für alles, was er durchgemacht habe. Vom Teufel erfährt er, dass Streit zwischen Himmel und Hölle herrscht. Der Himmel habe eine Amnestie für alle hochgestellten Persönlichkeiten ausgesprochen. Wer eine Uniform beim Töten trage, sei gerettet. In die Hölle werden nur die Biedermänner und Intellektuellen, die Kleinkriminellen und Kriegsdienstverweigerer verwiesen. Daraufhin tritt die Hölle in den Streik und schickt ihr Personal auf die Erde zurück. Biedermann und Babette klammern sich an ihren Glauben, knien und erwarten ihre Rettung.

## Personen

### Gottlieb Biedermann, Chef einer Haarwasserfabrik und Hauseigentümer
Gottlieb Biedermann ist ein ehrgeiziger Geschäftsmann, dem Ansehen und Beliebtheit wichtig sind und der dabei buchstäblich über Leichen geht. Er ist ein Meister der Verdrängung. Er tritt durchaus energisch auf, hat damit aber nur Erfolg, wenn seine Äußerungen akzeptiert und seine Anweisungen ohne Widerworte ausgeführt werden. Gegen die Brandstifter hilft seine „Macher“- und „Herr im Haus“-Pose (sofern er sie überhaupt einnimmt) nicht. Er behauptet bloß, „kein Unmensch“ zu sein: Seinem ehemaligen Mitarbeiter Knechtling lässt er zum Beispiel, nachdem dieser sich gegen seine Kündigung gewehrt hat, ausrichten, er solle sich doch „unter den Gasherd legen“, und wundert sich später, als dieser seinem Rat folgt. Zu der „Menschlichkeit“, die Biedermann den Brandstiftern gegenüber an den Tag legt, wird er mehr oder weniger genötigt, da er kritisierbar ist und ein schlechtes Gewissen hat. Biedermann macht sich und anderen ständig etwas vor.
Im Nachspiel, das Biedermann in der Hölle zeigt, versucht dieser selbst dort noch, durch Beteuerung seiner Unschuld sein zu vermutendes Los („ewige Verdammnis“) abzuwenden. Tatsächlich hat sich Biedermann nicht erst mit der Überreichung der Streichhölzer an die Brandstifter, sondern spätestens in dem Augenblick zu deren Komplizen gemacht, als er dem Polizisten gegenüber wahrheitswidrig angibt, die Fässer auf seinem Dachboden enthielten „Haarwasser“; eine dreiste Lüge, die zeigt, dass er im Leben keineswegs stets die Zehn Gebote eingehalten hat. Diese Verlogenheit Biedermanns richtet sich jedoch nicht einzig nach außen, sondern vor allem auch gegen ihn selbst, und begründet seine feig-ängstliche, sich geistig zurechtbiegende und verdrängende Mentalität „dass nicht sein kann, was nicht sein darf“.

### Babette, Biedermanns Frau
Babette ist die Ehefrau von Gottlieb Biedermann und eine pflichtbewusste Hausfrau. Gegenüber den Brandstiftern wirkt sie ängstlich und ist diesen – ähnlich wie Gottlieb Biedermann – nicht gewachsen. Sie will zwar Schmitz des Hauses verweisen; dies gelingt ihr aber ebenso wenig wie ihrem Mann. Schmitz konfrontiert Frau Biedermann in klaren Worten mit ihrer Absicht. In dem Bestreben, nicht „unhöflich“ zu wirken und Schmitz nicht zu „kränken“, leugnet sie diese Absicht allerdings und wird zum Opfer ihres schlechten Gewissens, als Schmitz auf seine „schlechte Jugend“ verweist. Am Schluss erkennt sie den Ernst der Lage und verdrängt ihre Ahnungen nicht. Auch trägt sie durch ihre Fragen und Anmerkungen dazu bei, dass das Bild Eisenrings als Brandstifter deutlichere Konturen annimmt. All das führt aber nicht dazu, das Unheil aufzuhalten, da Babette Biedermann hierzu letztlich die Energie fehlt, zumal ihr Mann in der Ehe eindeutig dominant ist. Dass er generell Frauen nicht für potenzielle Entscheidungsträgerinnen hält, wird in Szene 5 deutlich: Dort fragt er das Publikum: „[A]ber Hand aufs Herz, meine Herren: Was hätten Sie denn getan, Herrgottnochmal, an meiner Stelle?“
Babettes Borniertheit wird im Nachspiel besonders deutlich: Sie verkennt ihre neue Situation völlig, indem sie sich fragt, was Anna im „Himmel“ zu suchen habe und sich über die „Zumutungen“ ihres neuen Lebens beschwert.

### Josef Schmitz, der Ringer (Brandstifter)
Josef Schmitz, genannt Sepp, ist ein großer, stämmiger Mann, der sich als Arbeitsloser sowie Obdachloser ausgibt. Durch sein dreistes Auftreten (er begeht strenggenommen einen Hausfriedensbruch) drängt er von Anfang an die Personen im Haushalt Biedermann in die Defensive. Seine Körpersprache sowie Andeutungen (er scheint keineswegs unbeabsichtigt Menschen zu verletzen und zu töten; ein Eindruck, der sich im Nachspiel bestätigt) wirken bedrohlich. Schmitz war eigenen Angaben zufolge früher ein Ringer in der Schwergewichtskategorie; eine Aussage, die sein Körperbau unterstreicht. Er gibt sich in seinen Aussagen Biedermann gegenüber sentimental, um Mitleid zu erwecken. Die Unterstellung, für sein „schlechtes Benehmen“ könne er nichts, widerlegt Schmitz selbst, indem er darauf hinweist, dass man bereits im Waisenhaus seine Gewohnheit zu schmatzen getadelt habe. Er will sich also offensichtlich nicht manierlich benehmen. Abgesehen davon ist es (anders, als Eisenring es darstellt) nicht nur Ausdruck von „schlechtem Benehmen“, wenn Schmitz während der Feier bei der Vorführung einer Szene aus dem Drama „Jedermann“ den „Geist Knechtlings“ spielt, zumal Eisenring die Inszenierung eingeleitet hat, insofern also an Schmitz’ „Entgleisung“ nicht schuldlos ist. Schmitz’ intelligenter und kreativer Umgang mit dem „Jedermann“-Stoff stellt auch die These in Frage, er sei „ungebildet“.
Im Nachspiel spielt der Darsteller Josef Schmitz’ die Rolle von Beelzebub, der nach der großen Brandkatastrophe den „Kinderglauben“ an die Gerechtigkeit verloren hat.

### Wilhelm Maria Eisenring, der Kellner (Brandstifter)
Wilhelm Maria Eisenring, genannt Willi, verschafft sich unter dem Vorwand, Außendienstmitarbeiter der Feuerversicherung zu sein, Zutritt zur Biedermann’schen Wohnung. Er trägt einen Frack und sorgt dafür, dass alles, was für eine erfolgreiche Brandstiftung benötigt wird, auf Biedermanns Dachboden gelangt. Eisenring gibt an, dass er nach dem Willen seiner bürgerlichen Eltern Jura habe studieren sollen, aber als Kellner gearbeitet habe, was seine Kleidung und seine vornehme Ausdrucksweise erklären würde. Wie Schmitz behauptet auch er, arbeits- und obdachlos geworden zu sein. Eisenring erklärt seine Vertrautheit mit Schmitz (bei Streitigkeiten zwischen ihm und Schmitz hört es sich so an, als ob der Vater mit seinem Sohn spräche) damit, dass er ihn schon aus Schulzeiten kenne und im Gefängnis wiedergesehen habe. Eisenring ist trotz seines höflichen Auftretens in seinem Verhalten ebenso dreist wie Schmitz, indem auch er Biedermanns Willensäußerungen ignoriert und diesen „vorführt“. So ist es beispielsweise schwer nachzuvollziehen, warum er ständig Schmitz für sein „schlechtes Benehmen“ tadelt, diesem aber ein Damast-Tischtuch als „Lätzchen“ umbindet und so die Biedermanns scheinbar sinnlos provoziert.
Vermutlich ist die Lust an solchen Provokationen dadurch zu erklären, dass Eisenring Ressentiments gegenüber Reichen hat: Schmitz gegenüber behauptet er, Menschen oberhalb einer bestimmten Einkommensgrenze seien immer „strafbar“. Auch spricht er während der Feier mit den Biedermanns von einem „Trauma“, das er als Kellner erlitten habe, indem er seine vom Gansessen fettigen Finger an seinen Haaren habe säubern müssen, während die Gäste Fingerschälchen hätten benutzen dürfen. Das Rachebedürfnis Eisenrings wird auch im Nachspiel deutlich. Dort veranlasst er als „Teufel“ einen „Streik“ und lässt das Höllenfeuer vom Chor löschen, weil er es leid ist, dass all die „Herren“, die er schon als Kellner nicht gemocht hat, in den Himmel gekommen sind und er nur zweitrangige Sünder wie die Biedermanns aufnehmen soll.

### Dr. phil., der Akademiker (Brandstifter)
Dr. phil. ist Akademiker aus gutem Haus. Er ist auch ein Brandstifter, jedoch anders als Schmitz und Eisenring nicht, weil er Gefallen am Brandstiften fände, sondern aus ideologischen Motiven heraus. Eisenring nennt ihn einen „Weltverbesserer“. Dr. phil. spielt eine Nebenrolle und tritt am Schluss des eigentlichen Dramas zweimal kurz auf. Beim ersten Auftritt steht er neben seinen beiden Kollegen, weil er nicht wirklich etwas zur Vorbereitung der Brandstiftung beiträgt. Erst beim abschließenden Auftritt verliest er einen längeren Text, mit dem er sich von der unideologischen Lust am Verbrechen von Schmitz und Eisenring distanziert. Allerdings erfolgt die Distanzierung erst zu einem Zeitpunkt, an dem sie in der Praxis nichts mehr bewirken kann.
Im Nachspiel übernimmt Dr. phil als „Meerkatze“ die Rolle eines Türwärters zwischen der Vorhölle und der Hölle, indem er die Akten von Neuankömmlingen (und damit letztlich diese selbst) „abstempelt“ und dabei deren „Hauptsünde“ ausruft.

### Anna, das Dienstmädchen
Anna ist das Dienstmädchen bei den Biedermanns und als solches ein Statussymbol, das Biedermanns Wohlstand offenkundig macht. Sie führt im Normalfall die Anweisungen, die man ihr erteilt, zügig, zu Biedermanns Zufriedenheit und ohne Zeichen von Widerwillen, aus. Zum Schluss hin regt sich jedoch in ihr Widerstand: Sie äfft zunächst in dessen Abwesenheit Biedermann nach und tritt wütend auf eine Tischdecke, nachdem Biedermann ihr zuvor den Auftrag gegeben hat, sie solle so tun, als wäre sie ein Mitglied der Familie. Als Biedermann ihr die Anweisung erteilt, wieder in ihre alte Rolle zurückzukehren, weint sie in Gegenwart der Brandstifter. Ihre Loyalität scheint also Grenzen zu haben.
Auch Anna kommt in die Hölle (dies zeigt das Nachspiel), und zwar deshalb, weil sie ihre Arbeitgeberin bestohlen hat. Im Allgemeinen scheint sie aber nicht zu eigenständigem Handeln (im Sinn ihrer Arbeitgeber) zu neigen: Man fragt sich beispielsweise, wie Eisenring es schaffen konnte, Benzinfässer auf den Dachboden zu schaffen, ohne dass Anna Alarm geschlagen hätte. Biedermann bemerkt diese Fässer erst bei seiner Rückkehr, als sie sich bereits vollständig auf dem Dachboden befinden.

### Polizist
Er erscheint nur in Szene 3 und erklärt Biedermann, dass Herr Knechtling sich unter den Gashahn gelegt hat. Er will mit Biedermann unter vier Augen sprechen, da entdeckt er die mit Benzin gefüllten Fässer, lässt sich jedoch von Schmitz und Eisenring täuschen, dies sei Haarwasser namens Hormoflor. Der Polizist glaubt es ihnen und lacht und geht dann mit Biedermann fort.

### Witwe Knechtling
Ist in Szene 4 und 5 in Biedermanns Haus, spricht jedoch kein Wort während der gesamten Zeit. Obwohl Anna ihr sagt, dass sie sich keine Hoffnung machen sollte, redet sie mit Biedermann. Doch der weist sie ab mit den Worten: „weil ich, wie Sie sehen, keine Zeit habe, Frau Knechtling, keine Zeit, um mich mit Toten zu befassen“. Sie solle sich stattdessen an seinen Rechtsanwalt wenden. Daraufhin geht sie.

### Der Chor, bestehend aus Feuerwehrmännern
Wie in der griechischen Tragödie hat auch bei Max Frisch der Chor die wichtige Funktion, Sachverhalte und Ereignisse zu beschreiben und zu kommentieren sowie Biedermann und das Publikum zu warnen und zu ermahnen. Der Chor begleitet distanziert, aber auch aufmerksam und interessiert den Gang der Ereignisse. Er symbolisiert das Weltwissen und das Weltgewissen, vielleicht auch die bessere Einsicht Biedermanns.
Der Chor besteht aus Feuerwehr-Leuten, geführt von einem Chorleiter. Deren Aufgabe ist es, die Menschen zu schützen und ihnen das Gefühl von Sicherheit zu geben. Allerdings ist die Feuerwehr nicht allwissend und daher darauf angewiesen, Informationen zu erhalten (durch Beobachtungen und Aufnahme von Hinweisen aus der Bevölkerung). Frischs Chor beansprucht, anders als der Chor in der griechischen Tragödie, nicht, die Autorität einer allwissenden und allmächtigen Gottheit zu besitzen, die eigentlich, der antiken Tradition folgend, aus seinem Mund sprechen müsste; es gehe ihm, so stellt der Chor fest, nicht darum, ein moralisches oder juristisches Urteil über Biedermann zu fällen. Insofern stellt die Besetzung des Chores mit Feuerwehr-Leuten einen Verfremdungseffekt dar. Verfremdend wirkt auch, dass die verwendeten Daktylen und die förmliche Sprache nicht recht zum Objekt der Aussagen passen und die Chor-Passagen dadurch ein parodistisches Element enthalten.
Schließlich wirkt es hochgradig befremdlich, dass die Feuerwehrleute im Nachspiel vom „Teufel Eisenring“ aufgefordert werden, die Hölle zu löschen – eine Aufforderung, die den Chor zunächst sprachlos macht, der er dann aber doch folgt. Weder ein sprachloser Chor noch ein Gott, der für Ungerechtigkeit sorgt und „Böse“, die deshalb resignieren, sind mit der Tradition der griechischen Tragödie vereinbar.
Der Chor schafft Distanz zur Handlung und gibt damit dem Zuschauer die Möglichkeit, das vergangene, das aktuelle oder das bevorstehende Geschehen zu überdenken. Der Chor sieht von Anfang an hellseherisch voraus, was mit dem Hause Biedermann geschehen wird, und rät Biedermann sogar aufzupassen.

## Entwicklung des „Biedermann“-Stoffs hin zum Drama
Ein Burleske betitelter erzählerischer Text in Frischs Tagebuch aus dem Jahr 1948 enthält bereits alle wichtigen Motive des späteren Dramas, so etwa die Aufnahme eines Unbekannten aus dem Wunsch heraus, nicht wie ein Unmensch zu wirken, den später dazukommenden zweiten Gast, den Verdacht der geplanten Brandstiftung, das Ignorieren der Fässer voll Benzin auf dem Dachboden, die versuchte Verbrüderung bei einem Abendessen aus Angst vor den Brandstiftern und schließlich den tödlichen Ausgang. Der historische Anlass dieses Entwurfs war der im Februar 1948 vollzogene Umsturz in der Tschechoslowakischen Republik, aus dem die ČSR als kommunistische Volksrepublik hervorging, und der Frisch in den vorigen Tagebucheintragungen beschäftigt hatte.
1952 erhielt Frisch vom Bayerischen Rundfunk den Auftrag für ein Hörspiel. Unter Rückgriff auf den Stoff in seinem Tagebuch verfasste er daraufhin das Hörspiel Herr Biedermann und die Brandstifter, das 1953 gesendet wurde. In der Hörspielfassung – anders als im späteren Drama – überlebt Biedermann den Brand und wird danach vom „Verfasser“ interviewt. Diese Figur ist nicht mit dem Autor Max Frisch identisch und übernimmt Aufgaben, die im Drama der Chor erfüllt. Biedermann wird hier ausdrücklich als Person benannt, die den Brand „ermöglicht“ habe, womit aber, so der „Verfasser“, keine Verurteilung verbunden sei. Der Verfasser legt nahe, dass im Gegenteil die meisten Hörer an Biedermanns Stelle ganz ähnlich denken und handeln würden, Biedermanns Unrecht sei ein sehr alltägliches Unrecht. Er spricht vom „Herrn Biedermann in uns selbst“.
1957 arbeitete Frisch das Hörspiel in ein Drama um und gab ihm den etwas veränderten Titel Biedermann und die Brandstifter.

## Erstaufführung, Entstehung des Nachspiels, weitere Umsetzungen

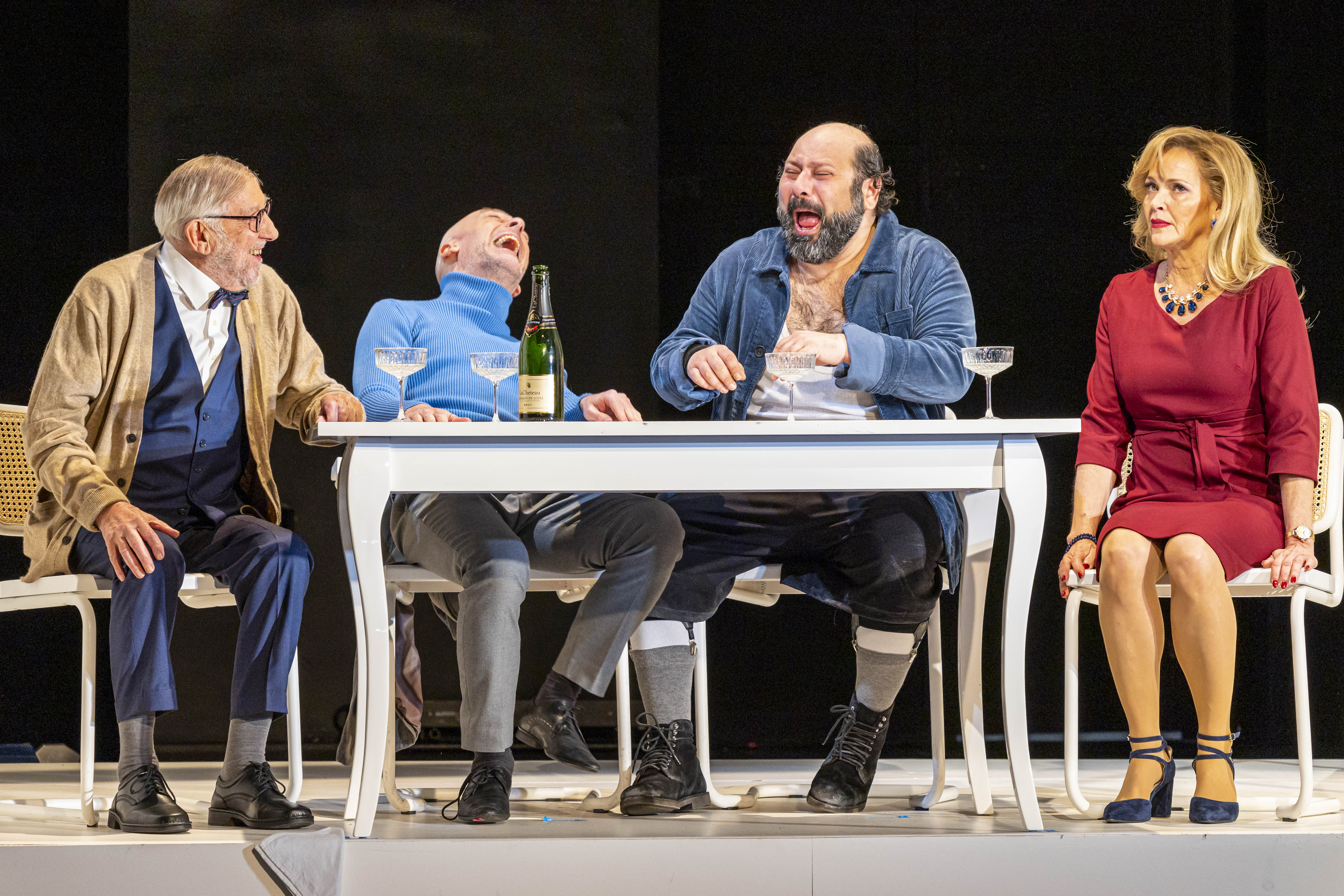
Inszenierung Schlossparktheater (2023) mit Dieter Hallervorden, Christiane Zander, Dagmar Biener, Georgios Tsivanoglou, Mario Ramos, Oliver Seidel

Am 29. März 1958 wurde das Bühnenstück gemeinsam mit dem Einakter Die große Wut des Philipp Hotz am Schauspielhaus Zürich unter der Regie von Oskar Wälterlin uraufgeführt. Die Hauptrollen waren mit Gustav Knuth, Ernst Schröder und Boy Gobert besetzt.
Die einseitig antikommunistische Aufnahme des Stückes entsprach nicht Frischs Intentionen: „Obschon Gottlieb Biedermann sich in seinen Reden selbst entlarvt, […] fanden die Biedermänner von Zürich es nicht zum Lachen, sondern spendeten ernsten Beifall: So kommt es, ja, so kommt es, wenn man Kommunisten in sein Haus läßt! Um diese bequeme Mißdeutung zu stoppen, schrieb ich für die deutschen Bühnen ein Nachspiel: Herr Biedermann als deutscher Bourgeois, der mit den Nazi fraternisiert.“ In zweimonatiger Arbeit, beginnend vom Juni 1958, entstand für die deutsche Erstaufführung von Biedermann und die Brandstifter an den Städtischen Bühnen in Frankfurt am Main am 28. September 1958 ein Nachspiel zum Stück, das Biedermann und seine Frau in die Hölle versetzt, wo sie erneut auf Eisenring und Schmitz treffen. Später strich Frisch das Nachspiel wieder, „da es die Parabel auf die Vergangenheit bezieht und auf ein bestimmtes Land, also die Parabel als solche aufhebt“.
Am 22. Mai 1958 zeigte der NDR das Fernsehspiel Biedermann und die Brandstifter. Unter der Regie von Fritz Schröder-Jahn spielten unter anderem Willy Maertens (Biedermann), Charlotte Schellenberg (Babette), Walter Richter (Schmitz) und Hanns Lothar (Eisenring). Im Jahr 1963 entstand unter der Regie von Hellmuth Matiasek die TV-Fassung Biedermann und die Brandstifter für den ORF unter der Mitwirkung von Fritz Muliar (Biedermann), Greta Zimmer (Babette), Helmut Qualtinger (Schmitz) und Kurt Sowinetz (Eisenring). 1966 verfasste Max Frisch eine Neufassung des Stückes für die Fernsehproduktion Biedermann und die Brandstifter von Radio Bremen, die im Jahr darauf unter der Regie von Rainer Wolffhardt mit Siegfried Lowitz (Biedermann), Bruni Löbel (Babette), Harry Kalenberg (Schmitz) und Herbert Bötticher (Eisenring) verfilmt wurde. Weitere Verfilmungen entstanden 1961 für das niederländische Fernsehen, 1966 für das finnische Fernsehen und 1984 für das schwedische Fernsehen.
Zwischen 2005 und 2007 vertonte der Komponist Šimon Voseček das Stück in seiner gleichnamigen Oper. Im September 2013 wurde diese in Wien im Semperdepot als Produktion der Neuen Oper Wien unter der musikalischen Leitung von Walter Kobéra in einer Inszenierung der Regisseurin Béatrice Lachaussée uraufgeführt.

## Interpretation
Biedermann und die Brandstifter ist ein repräsentatives Werk der Nachkriegsliteratur. Der Schweizer Max Frisch ist neben Friedrich Dürrenmatt der wichtigste Vertreter der Schweizer deutschsprachigen Literatur dieser Epoche. Die zentralen Themen seines literarischen Gesamtwerks sind vor allem die Selbstentfremdung und das Ringen um die persönliche Identität.
Das Stück Biedermann und die Brandstifter ist eine Mischung aus komischen und makabren Elementen mit düsterem Thema und Ende (eine Burleske). Allerdings ist es kein tragisches Stück, denn der Protagonist Biedermann geht nicht bewusst und zwingend um eines erhabenen Wertes willen in eine Katastrophe, sondern er erleidet aus Feigheit, Dummheit und Verblendung ein vermeidbares „Schicksal“. Es ist die dichterische Gestaltung eines prototypischen Geschehens mit Personen in ihren unverkennbaren, typischen Rollen. Die Dialoge enthalten eine große Spannung, die vor allem in der Diskrepanz besteht zwischen dem, was man eigentlich erwarten sollte, und dem, was tatsächlich gesagt wird.
Von all den verschiedenen Frisch-Dramen ist Biedermann und die Brandstifter das knappste und konsequenteste. Das Drama kennt keine Abschweifungen und Exkurse. Die Biedermanns werden während der ganzen Geschichte als feige Mitläufer dargestellt, die weder Phantasie noch Standhaftigkeit besitzen. Erst ihr bourgeoiser Opportunismus macht es überhaupt möglich, dass die Brandstifter ohne große Mühe ihre Arbeit verrichten und ihr Ziel erreichen können.
Der Handlungsort im Hörspiel ist ein modernisiertes Seldwyla, also eine fiktive Stadt in der Schweiz. Im Stück hingegen gibt es keinen konkreten Zeit- und Ortsbezug. Daher kann das Drama vor unterschiedlichem historischem Hintergrund interpretiert werden.

### Hintersinn des Namens „Biedermann“

#### Biedermann und (das) Biedermeier
Der Name „Gottlieb Biedermann“ verweist auf den Namen „Gottlieb Biedermaier“, von dem sich die seit 1900 übliche Epochenbezeichnung „Biedermeier“ ableiten lässt. Gottlieb Biedermaier ist eine Figur, die der Jurist und Schriftsteller Ludwig Eichrodt und der Arzt Adolf Kussmaul erfanden und unter dessen Name in den Jahren ab 1855 in den Münchner Fliegenden Blättern diverse Gedichte veröffentlicht wurden. Der Begriff Biedermeier als Epochenbezeichnung entstand um 1900.
Entstanden war der Name aus zwei Gedichten mit den Titeln Biedermanns Abendgemütlichkeit und Bummelmaiers Klage, die Joseph Victor von Scheffel in diesem Blatt 1848 veröffentlicht hatte. Bis 1869 wurde Biedermaier geschrieben, erst danach kam die Schreibweise mit ei auf. Der fiktive Herr Biedermeier war ein dichtender schwäbischer Dorflehrer mit einfachem Gemüt, dem laut Eichrodt seine kleine Stube, sein enger Garten, sein unansehnlicher Flecken und das dürftige Los eines verachteten Dorfschulmeisters zu irdischer Glückseligkeit verhelfen. In den Veröffentlichungen werden die Biederkeit, der Kleingeist und die unpolitische Haltung großer Teile des Bürgertums karikiert und verspottet.
Der revolutionäre Dichter Ludwig Pfau hat bereits 1847 ein Gedicht mit dem Titel Herr Biedermeier verfasst, das Spießigkeit und Doppelmoral anprangert. Es beginnt mit den Zeilen:
Schau, dort spaziert Herr Biedermeier
und seine Frau, den Sohn am Arm;
sein Tritt ist sachte wie auf Eier,
sein Wahlspruch: Weder kalt noch warm.
Die Parallelen zu Max Frischs „biedermeierlichem“ Bürger Gottlieb Biedermann liegen auf der Hand: Auch Biedermann möchte behaglich leben, „seine Ruhe haben“ und der Obrigkeit gegenüber nicht unangenehm auffallen (indem er beispielsweise in Verdacht gerät, mit den Brandstiftern etwas zu tun zu haben, was der Fall wäre, wenn er dem Polizisten gegenüber gestehen würde, dass die Fässer auf seinem Boden Benzin enthalten).

#### Biedermann und „Jedermann“
An mehreren Stellen wird mit dem ähnlichen Klang der Wörter „Biedermann“ und „Jedermann“ gespielt. Am deutlichsten wird der Zusammenhang in Szene 6: Schmitz, der von Eisenring ein Tischtuch übergeworfen bekommt und dadurch wie ein Gespenst aussieht, ruft zunächst: „Jedermann“ und variiert diesen Ruf anschließend zu: „Biedermann“. Anschließend gibt er sich als Geist des gerade verstorbenen Knechtling aus.
Allen Beteiligten ist sofort klar, dass es sich um eine Parodie der Szene aus Hugo von Hofmannsthals Stück „Jedermann“ handelt, in der der Tod mit dem Protagonisten, eben Jedermann, bei einer Feier Kontakt aufnimmt, um ihm sein nahes Ende anzukündigen. Durch die Erwähnung des Namens Knechtling wird deutlich, dass es um Biedermanns „Schicksal“ nicht zum Besten bestellt ist. Der vermeintliche makabre Scherz hat also einen tiefen Hintersinn: Wie Jedermann ist auch Biedermann gefordert, sich über sein Leben Rechenschaft abzulegen und „Buße zu tun“, was aber nicht geschieht. Biedermann bleibt verblendet.
„Der die Verwandlungen scheut/ Mehr als das Unheil,/ Was kann er tun/ Wider das Unheil?“, fragt der Chor an einer Stelle rhetorisch. Damit wird deutlich, dass Biedermann, anders als es das Mysterienspiel im Stil von Hofmannsthals Jedermann lehrt, zu einer Umkehr nicht in der Lage ist, wenn der Protagonist sich auch in der Prosaskizze von 1948 und in der Hörspielfassung noch an solchen Spielen zu ergötzen vermag. In beiden Texten wird dargestellt, dass Biedermann sich durch die Erinnerung an Max Mells Apostelspiel beruhigt, in dem ein frommes, gutherziges Mädchen zwei Schurken durch ihre Güte beschämt und von ihren Plänen abzubringen vermag. Auch insofern, als Biedermann nicht lernt, dass ein entsprechender Erfolg echte Gläubigkeit von ihm erfordert, die er aber nicht besitzt und zu der er sich nicht durchringen kann, handelt es sich bei dem Drama um ein „Lehrstück ohne Lehre“.
Auch der Chor verwendet kurz vor der Katastrophe den Begriff „Jedermann“: „Jedermann weiß, was zu tun ist.“ Auf die Feuerwehrleute mag das zutreffen, auf Biedermann trifft es offensichtlich nicht zu.

### Gottlieb Biedermanns Rolle
Das Drama ist ein Paradebeispiel für politische Dummheit des Bürgers. Biedermann ist zu bequem und zu ängstlich, um gegen die Mächtigeren anzutreten, weil er große Angst vor den möglichen Konsequenzen hat. Am Anfang will Biedermann dem Hausierer Schmitz kein Obdach gewähren, doch erliegt er einer Kombination aus subtiler Gewaltandrohung und Schmeicheleien, mit denen der arbeitslose Schwergewichtsringer Schmitz Biedermanns Egoismus, sein Misstrauen und sein schlechtes Gewissen gekonnt für sich benutzt. Als er ihn erst einmal in sein Haus gelassen hat, gibt er auch ganz offen zu, was er vorhat, und er erklärt Biedermann präzise seinen Plan. Doch tut dieser so, als seien alle Vorbereitungen zur Brandstiftung Scherze oder Mutproben, und duldet sie. Biedermann scheint anzunehmen, dass das, was nicht sein darf, auch nicht sein wird; denn ihm würde das nie passieren, dass jemand, den er so aufopfernd aufgenommen hat, in seinem Hause Feuer legen würde. Er scheint die Augen vor der Wirklichkeit zu verschließen und das Schreckliche nicht wahrhaben zu wollen. Da Biedermann aber an entscheidenden Stellen nicht meint, was er sagt, ist er vermutlich kein naiver Idealist, sondern stellt sich nur aus Angst als solcher dar.
Frisch selbst äußerte sich zu seinem Protagonisten: „Wenn Sie mich fragen, ich finde diesen Gottlieb keinen Bösewicht, wenn auch als Zeitgenossen gefährlich. Um ein gutes Gewissen zu haben – und das braucht er, um Ruhe zu haben –, belügt er sich halt. […] Gottlieb möchte als guter Mensch erscheinen. Er glaubt sogar, daß er das sei: indem er sich selber nicht auf die Schliche kommt.“ Biedermann ist ein durchschnittlicher Bürger, dessen Dilemma es ist, dass er gut sein möchte, ohne dabei irgendetwas zu verändern. Dass er sich daher immerfort selbst belügen müsse, mache ihn gefährlich. „Schlimm ist allerdings, daß auch die Nachbarn von Gottlieb Biedermann voraussichtlich zugrunde gehen: da hört die Komödie auf.“

### Bezug zum Kommunismus
Auf Grund der Entstehungsgeschichte des Dramas (siehe oben) wurde Biedermann und die Brandstifter vielfach als eine Warnung vor dem Kommunismus verstanden. So befand Eduard Stäuble: „Der Umsturz vollzog sich in der Tschechoslowakei genau nach diesem Muster: Eine ahnungslose, biedere, vertrauensselige bürgerliche Gesellschaft nahm die bolschewistischen Brandstifter in ihr Haus auf und mußte es sich schließlich machtlos gefallen lassen, daß ihr die Eindringlinge das Staatsgebäude über dem Kopf anzündeten.“ Und auch Friedrich Torberg urteilte: „Ob er’s wollte oder nicht: Max Frisch hat hier die klassische Satire gegen den Kommunismus, gegen seine Infiltrationstechnik und seine bürgerlichen Handlanger geschrieben. Er hat sogar […] Selbstkritik geübt: indem er zum Schluß, als es schon brennt, noch rasch einen Intellektuellen auftreten läßt, einen ernüchterten Weltverbesserer, dessen Protestkundgebung bereits im Tosen des Brandes untergeht. Er hat der eigenen Biederkeit – denn was wäre seine bisherige Konzessionsbereitschaft andres gewesen? – Adieu gesagt und ist wütend geworden.“

### Bezug zum Nationalsozialismus
Das nachgelegte Nachspiel des Stückes legte hingegen den parabolischen Bezug zur Machtergreifung der Nationalsozialisten in Deutschland unter Adolf Hitler nahe. So sah Hellmuth Karasek „eine Parabel, in der die Machtergreifung Hitlers treffend eingefangen ist. Die Erfahrung, daß Hitler aus seinen wahren Absichten in Mein Kampf nie einen Hehl gemacht hat, ist hier szenisch faßbar geworden. Der Terror kann sich unverblümt geben, sobald er den Bürger mitverstrickt hat, ihn zum Mitschuldigen machte. Er kann sich darauf verlassen, daß das Opfer nicht glauben wird, was es ahnt. Die Feigheit verschließt noch vor der Wahrheit Augen und Ohren.“
In diesem Sinn kann in Biedermann ein Beispiel für die Gutgläubigkeit, die Bequemlichkeit, die Feigheit sowie mangelnde Weitsicht vieler Deutscher gesehen werden, die aktiv oder passiv den Nationalsozialismus unterstützten. Ähnlich den Brandstiftern proklamierte auch Hitler früh seine politischen Ziele, unter anderem in seinem Werk Mein Kampf. Obwohl die Radikalität des Nationalsozialismus und die von ihm ausgehende Gefahr vielen Bürgern und Politikern der Weimarer Republik bewusst war, wehrte sich ein großer Teil von ihnen – wie Gottlieb Biedermann im Drama – nicht gegen die drohende Gewalt. Biedermann hilft Eisenring sogar, die Zündschnur zu vermessen, und trägt so aktiv zu seinem eigenen Unglück bei. Er bestätigt somit das Zitat: „Scherz ist die drittbeste Tarnung. Die zweitbeste: Sentimentalität. Aber die beste und sicherste Tarnung ist immer noch die blanke und nackte Wahrheit. Die glaubt niemand.“

### Weitere Interpretationen zum Inhalt des Stücks
Andere Stimmen wandten sich gegen zu enge Interpretationen des Stückes als Spiegel von Kommunismus und Nationalsozialismus. Klaus Müller-Salget urteilte: „Beides ist vom Stück her unsinnig. […] Weder den Nationalsozialisten noch den Kommunisten hätte Frisch als Handlungsmotiv ‚pure Lust‘ unterstellt […]. Die Abgrenzung der Brandstifter gegen den Ideologen [Dr. phil.] verbietet eine Zuordnung der beiden zu einer bestimmten politischen Partei oder Gruppe.“ Friedrich Luft sah die Parabel Biedermann und die Brandstifter vielfach anwendbar, gleichermaßen für die Atombombe wie für politischen Extremismus: „Man kann die Moral dieses Lehrstücks ohne Lehre auf die jüngste Vergangenheit anlegen. […] Oder man kann (und soll wohl) an die Brandstifter denken, die mit dem neuen großen Feuer, mit der Teufelsbombe kokeln. Wir dulden es. Wir sehen es mit an und finden viele Gründe, es zu tun. Aber die Lunte ist gelegt. Wehe! Oder man kann an die demokratische Duldsamkeit denken, mit der extreme Brandstifter biedermännisch von uns ausgehalten werden, ganz rechts und ganz links. […] Aus Gründen der öffentlichen Gemütlichkeit schieben wir die Regungen einer besseren Einsicht einfach weg: Ist ja alles nicht so schlimm…“
Max Frisch selbst erklärte 1978, 20 Jahre nach der Uraufführung des Stückes: „Wer denn eigentlich mit den beiden Brandstiftern gemeint sei, die Frage ist mir in zwanzig Jahren mindestens von tausend Schülern gestellt worden. Gottlieb Biedermann ist ein Bourgeois, das ist offenbar. Aber zu welcher Partei gehören die beiden Brandstifter? – kein Satz, den sie sagen, weist darauf hin, dass sie die Gesellschaft verändern wollen. Keine Revolution also, keine Weltverbesserer. Wenn sie Brand stiften, so aus purer Lust. Es gibt Pyromanen. Ihre Tätigkeit ist apolitisch. […] Ich meine, die beiden gehören in die Familie der Dämonen. Sie sind geboren aus Gottlieb Biedermann selbst: aus seiner Angst, die sich ergibt aus seiner Unwahrhaftigkeit.“

### Einfluss Bertolt Brechts
Max Frisch nennt sein Drama Ein Lehrstück ohne Lehre. Die Gattungsbezeichnung Lehrstück weist darauf hin, dass Max Frisch sein Werk in der Tradition Bertolt Brechts sieht. Auch der Parabel-Charakter des Stücks Biedermann und die Brandstifter ist durch Bertolt Brecht inspiriert. Den Zusatz „ohne Lehre“ interpretiert Paul Dormagen im Sinne von: „ohne die dogmatische Ideologie, der Brecht sich verschrieben hatte“.
Wolfgang Pohl hingegen kritisiert, „dass Frisch vom Marxismus und speziell von Brecht zwar die gesellschaftskritische Analyse übernahm, sich jedoch von ihren praktisch-politischen Konsequenzen distanzierte, ohne sie durch ein anderes Konzept zu ersetzen“. Insbesondere kritisiert Pohl den Zirkelschluss-Charakter von Frischs Konzeption: Das Ende münde in den Anfang. Während die Parabel von einer Frage ausgehe, ende das Modell bei der Frage, ohne dass sich die Möglichkeit einer Antwort abzeichne – das Modell „erfüllt sich in einer Problematisierung und gerät damit in die Nähe der 'schwebenden Parabel'.“
Im Nachspiel zeigt sich: Die „Teufel“ Eisenring und Schmitz begeben sich wieder auf die Erde, und (so muss der Zuschauer denken) alles beginnt von vorne. Dass die Menschen im Stück nichts dazulernen, bedeutet allerdings nicht zwangsläufig, dass beim Zuschauer keine Nachdenklichkeit ausgelöst wird. Das Fehlen einer vorgegebenen Lösung kann man auch dahingehend interpretieren, dass Frisch die Suche nach einer Lösung den Lesern und den Zuschauern überlässt und er sie somit zum selbstständigen Nachdenken auffordert. Dieser Interpretation zufolge hätte sich Frisch eher an der Technik orientiert, die Brecht in seinem Stück Mutter Courage und ihre Kinder anwendet (dieses endet ebenfalls damit, dass die Protagonistin nichts gelernt hat), als an der Konzeption von Brechts Lehrstücken.
Andererseits gibt es Äußerungen Frischs, die den Schluss nahelegen, dass er sich mit dem Umstand abgefunden hat, dass auch große Teile seines Publikums lernunwillig und -unfähig sind. In seinem „Tagebuch 1946-1949“ schreibt Frisch: „Jede menschliche Antwort, sobald sie über die persönliche Antwort hinausgeht und sich eine allgemeine Gültigkeit anmaßt, wird anfechtbar sein, das wissen wir, und die Befriedigung, die wir im Widerlegen fremder Antworten finden, besteht darin, daß wir darüber wenigstens die Frage vergessen, die uns belästigt – das würde heißen: wir wollen gar keine Antwort, sondern wir wollen die Frage vergessen. Um nicht verantwortlich zu werden.“
„Die Zeit“ urteilte 1959 zusammenfassend: „Für Frisch, der zunächst mit Literaturfiguren theoretisches Theater spielte (Die Chinesische Mauer, Don Juan oder Die Liebe zur Geometrie), bedeutete das Vorbild Brechts eine dramaturgische Erlösung zum Gegenständlichen hin.“

## Rezeption
Biedermann und die Brandstifter ist nach Angaben Volker Hages „das berühmteste Theaterstück von Frisch und eines der erfolgreichsten deutschsprachigen Bühnenwerke überhaupt“. Auf deutschsprachigen Bühnen wurde es bis 1996 bereits 250-mal inszeniert und wird vielfach als Schulstoff verwendet, wofür auch die Verkaufszahlen der Taschenbuchausgabe sprechen, die bereits 1982 die Million überschritten. Marcel Reich-Ranicki nahm Biedermann und die Brandstifter 2004 als eines von 43 Dramen in seinen Kanon der deutschen Literatur auf und nannte es Frischs wichtigstes Drama bzw. eine „genialische Bühnenskizze“.
Auch Friedrich Torberg sah Biedermann und die Brandstifter als „wichtiges Stück eines wichtigen Autors“, das ein „Brillantfeuerwerk“ zünde. Von der Uraufführung sprach er als einer „hinreißenden Aufführung […] eines perfekten Theaterabends […]. Das Publikum jauchzte.“ In der Wahrnehmung Siegfried Melchingers „amüsierte sich das Publikum in der Zürcher Inszenierung mehr über den Hotz als über den Biedermann, dem wiederum die Kritik das größere Lob gezollt hatte.“ Für ihn wirkte das Stück „etwas angerümpelt“ und er bemängelte „die schematisierte Dürftigkeit der Figuren“. Hellmuth Karasek wertete diese Eigenschaft genau umgekehrt. Für ihn war Biedermann und die Brandstifter „von allen Frisch-Dramen das geradlinigste, knappste, konsequenteste“. Es sei „von aller privaten Beiläufigkeit, von aller persönlichen Charakterisierung am meisten abstrahiert“. Gerade in dieser „mit mathematischem Kalkül“ und in einer „kompromißlosen Konsequenz“ vollzogenen Unterordnung von Handlung und Personen unter die Parabelform sah er die „stupende Überzeugungskraft“ des Dramas.
Werner Weber nannte das Stück ein „Spiel der Täuschungen“, das „in der unaufhörlichen Preisgabe aller Trickgeheimnisse“ bestehe. Die Geschichte selbst sei in ihrem geradlinigen Verlauf „radikal undramatisch“ Das Drama liege in der Sprache: „in der Maskierung und in der Demaskierung des Wortes.“ In dem Widerspruch von Sein und Schein zeige sich „ein hoher dramatischer Kipp-Effekt“. Das scheinbare „Konversationsstück ist nah um eine Aufhebung der Sprache herumgedacht.“ Max Frisch erweise sich „in einem so unheimlichen Heiterkeitsspiel“ als Dichter. Friedrich Luft bezeichnete das Stück als „Weltanschauungsgroteske mit Ulk, Ironie und tieferer Bedeutung. Ein Stück heimlicher Gegenwart, mit der Schärfe eines bitteren Spaßes sichtbar gemacht.“ Heinz Ludwig Arnold sah in Biedermann und die Brandstifter dagegen eines von Frischs schwächsten Dramen, weil es nach seiner Auffassung „zu hypertroph symbolisiert, zu äußerlich ist, weil seine Abläufe zu sichtbar sind, weil es zu wenig ambivalent, zu wenig offen, zu wenig künstlerisch ist; eher zu künstlich, zu konstruiert“.
Auf überwiegend kritische Aufnahme stieß das Nachspiel. Hellmuth Karasek urteilte: „Was wie eine verschärfende Bestätigung der Unbelehrbarkeit seines traurigen Helden wirken soll, wird zur verharmlosenden, weil keineswegs zwangsläufigen Fortsetzung.“ Frisch habe im Nachspiel „kein Stück mehr hervorgebracht, sondern einen (gewiß sehr scharfen und witzigen) Kabarett-Kommentar“, der das Drama „zur bloßen Kabarettpointe verengt.“ Für Friedrich Torberg war die Konsequenz des Nachspiels, dass Frisch „die Moral seines Stückes nicht nur verwässerte, sondern platterdings halbierte“. Johannes Jacobi vermutete, der Autor habe „den ‚epischen‘ Zeigestock Brechts verschluckt“. Es ließe Frisch „keine Ruhe, ob der Zuschauer deutlich genug hingewiesen werde auf das, was der Autor meint.“ Er zog das Fazit: „Der neue Anhang Frischs ist so amüsant wie brisant. Nur eins wurde er nicht: eine dramatische Bereicherung. Warum hängte Frisch dem ‚Lehrstück ohne Lehre‘ doch noch eine Moral von der Geschicht’ an?“
Max Frisch äußerte sich 1961 in einem Gespräch mit Horst Bienek über den großen Erfolg seines Dramas: „Erschöpft vom Homo faber, der eben fertig war, fühlte ich mich nicht fähig, sogleich an das große Stück vom andorranischen Juden zu gehen. Auch hatte ich lange nicht für die Bühne geschrieben, Fingerübung war vonnöten. So nahm ich das Hörspiel, um zwei Monate lang meine Fingerübung zu machen, die dann über 70 deutsche und viele fremdsprachige Bühnen ging; ich habe nicht damit gerechnet, daß ich von diesem Haarölschwindler leben werde.“ In einem 1974 geführten Interview mit Heinz Ludwig Arnold nannte Frisch Biedermann und die Brandstifter unter seinen Stücken „das Bestgelungene im Sinne der Handwerksarbeit. Es ist mir nicht das Liebste.“ Er stimmte Arnold zu, es sei „so erfolgreich in den Schulen, weil sich daran so viel Handwerkliches zeigen läßt, weil sich daran das Technische, das Dramaturgische üben und studieren läßt.“